# رشکین
رشکین، روستایی از توابع بخش رودبار شهرستان شهرستان قزوین در استان قزوین ایران است. این روستا در الموت غربی و در منطقه‌ای موسوم به ناحیه که شامل روستاهای رشکین،تلاتر ، پرچکو ، قسطین ، فشک و روح آباد می‌باشد واقع شده‌است که در تاریخ این ناحیه را با نام رشکین پره می شناختند ، از زیباترین مواهب این ناحیه چشمه سار خارود "یا در اصطلاح محلی‌ها چشمه مادر " است که تامین‌کننده آب کشاورزی و آشامیدنی پنج روستای این منطقه است . سر چشمه خارود در ملک روستای رشکین واقع شده‌است و در فصل بهار جشمه‌های فصلی دیگری به این چشمه سر ریز می‌شوند که در ملک روستای تلاتر واقع شده‌اند .

## جمعیت
این روستا در دهستان رودبار شهرستان قرار دارد و براساس سرشماری مرکز آمار ایران در سال ۱۳۸۵، جمعیت آن ۱۵۳ نفر (۴۷خانوار) بوده‌است.

## مردم
اهالی رشکین تات بوده و به زبان تاتی صحبت می‌کنند.

## آثار تاریخی

### قلعه زرد کوه، یاقوت زرد رشکین پرّه
قلعهٔ زرد کندو واقع در الموت غربی_رشکین_بهشت ناحیه می‌باشد که حدود یک و نیم ساعت و در فاصلهٔ ۷۹ کیلومتری از شهر قزوین قرار گرفته‌است.
“قلعهٔ قریه رشکین در حسن کلایه در فاصله یک کیلومتری از چشمه سارهای زیبایی خارود دربالای ضلع شمالی رشکین که آن را زرد کوه نامند قرار دارد، تمام آن از سنگ ساخته شده‌است.
قلعهٔ مزبور دو راهرو می‌باشد که ورودی آن با دریچه‌های که از زمین ارتفاع زیادی دارد می‌باشد و دوطرف راهروها در مجموع دوازده اتاق قرار دارد، سقف تعدادی از اتاق‌های مزبور سالم و پابرجامانده از برج‌های مراقبت قلعه دو برج آن همچنان پابرجاس.
درگذشته اهالی منطقه در داخل قلعه کند و کاوهایی نموده‌اند در نتیجه وسایلی از قبیل خنجر، کارد،حلقه‌های مفرغی و تعدادی ظروف سفالی به دست آمده‌است.
منبع از کتاب سرزمین قزوین_نوشته دکتر پرویز ورجاوند.